# Maximilian Zander
Maximilian Zander (* 7. Februar 1929 in Berlin; † 21. November 2016) war ein deutscher Chemiker und Schriftsteller.

## Leben und Werk
Maximilian Zander studierte Chemie in Greifswald und promovierte 1956 bei Fritz Micheel über Beiträge zur Kenntnis der Tieftemperatur-Phosphoreszenz von mehrkernigen aromatischen Kohlenwasserstoffen und Heterocycle. 1957 war er Postdoc bei dem bedeutenden Polycyclen-Chemiker Erich Clar in Glasgow. In jener Zeit wirkte Zander an der Vereinfachung der Coronen-Synthese und der Clarschen Sextett-Regel für Aromaten mit. Anschließend wurde er zum Forschungsleiter in der Industrie im Bereich Teerchemie berufen. Von 1971 bis 1993 war er Professor an der Technischen Universität Clausthal. 1983 erhielt er die Franck-Medaille der internationalen Teer-Konferenz und 1993 den „Polycyclic Aromatic Hydrocarbon Research Award“.
Seit Mitte der 1990er-Jahre veröffentlichte Zander Gedichte und Aphorismen. Seine lakonischen (immer wieder auch metalyrischen) Gedichte, die u. a. in Literaturzeitschriften wie ndl, Muschelhaufen, Faltblatt und Anthologien wie Axel Kutsch, Versnetze (2005) oder Theo Breuer, NordWestSüdOst (2003) sowie in vier Gedichtbüchern erschienen, setzen sich auf ironisch-distanzierte Art und Weise mit Alltag und Gesellschaft aus der Sicht eines welterfahrenen Menschen auseinander.
Zander starb am 21. November 2016 im Alter von 87 Jahren.

## Gedichtbücher
- Brief von Carl. Gedichte, Silver Horse Edition, Marklkofen 2010.
- Anthropisch. Neue Gedichte, Silver Horse Edition, Marklkofen 2008.
- Antrobus' Tagebuch. Gedichte, Edition YE, Sistig/Eifel 2004.
- teils – teils. Aphorismen (zus. mit Gerd Sonntag), Wiesenburg Verlag, Schweinfurt 2003.
- Ende der Saison. Gedichte, edition bauwagen, Itzehoe 2003.

## Chemie-Fachbücher (Auswahl)
- Polycyclische Aromaten (1995)
- Fluorimetrie (1981)